# Apalone ferox
Tortue à carapace molle
Espèce
Synonymes
- Testudo ferox Schneider, 1783
- Trionyx ferox (Schneider, 1783)
- Testudo mollis Bonnaterre, 1789
- Testudo verrucosa Schoepff, 1795
- Testudo bartrami Daudin, 1801
- Trionyx carinatus Geoffroy Saint-Hilaire, 1809
- Trionyx georgicus Geoffroy Saint-Hilaire, 1809
- Trionyx brongniarti Schweigger, 1812

Statut de conservation UICN

 LC  : Préoccupation mineure
Apalone ferox est une espèce de tortues de la famille des Trionychidae. On l'appelle également Tortue à carapace molle. Elle est parfois classée dans le genre Trionyx sous le nom de Trionyx Ferox.

## Répartition
Cette espèce est endémique des États-Unis. Elle se rencontre dans les États d'Alabama, de Floride, de Géorgie et de Caroline du Sud.

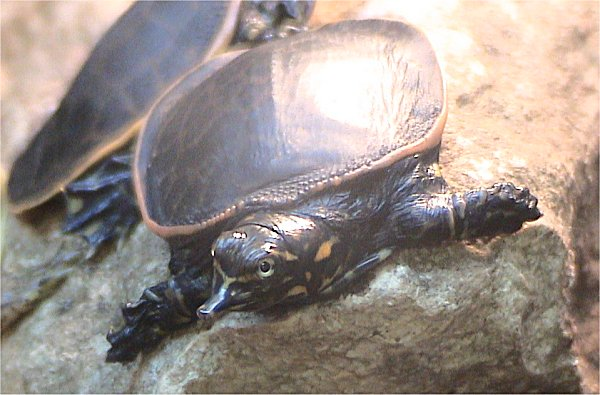

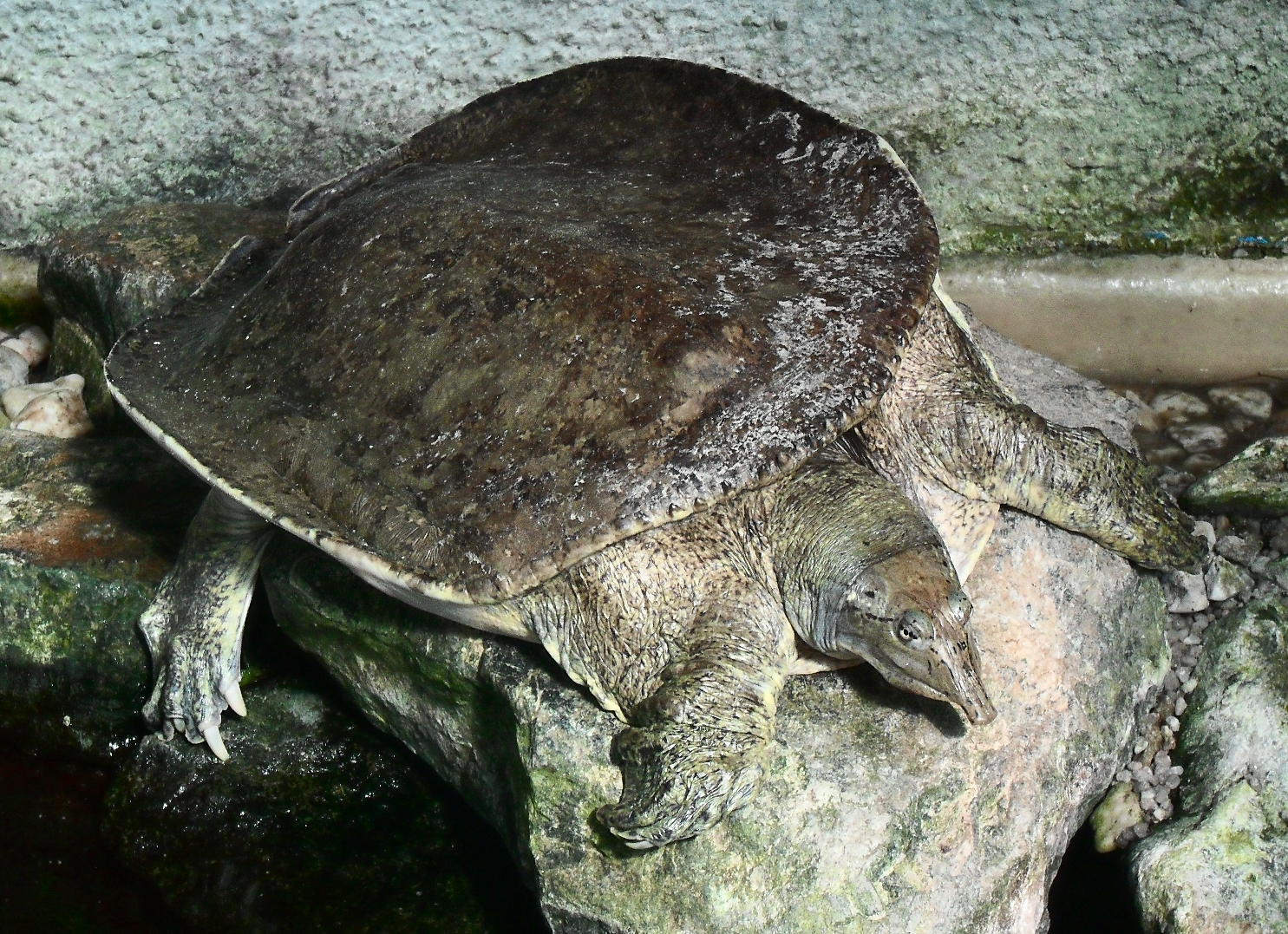

## Description
Cette tortue est marron sombre ou olive, et blanc-crème en dessous. Elles ont un long cou, avec une tête allongée. Les petits sont vert-jaune avec des points gris, et souvent des marques jaunes et orange sur la tête.
Elles sont aquatiques et apprécient les eaux calmes, et ne sortent en général que pour pondre. Elles sont carnivores et se nourrissent de poissons, escargots, insectes et autres amphibiens.
En captivité, elles peuvent vivre jusqu'à 30 ans.

## Publication originale
- Schneider 1783 : Allgemeine Naturgeschichte der Schildkröten, nebst einem systematischen Verzeichnisse der einzelnen Arten und zwei Kupfern. Leipzig: J.G. Muller, p. 1-364 (texte intégral).